# Hans Jørgen Holm
Hans Jørgen Holm, född 9 maj 1835, död 22 juli 1916, var en dansk arkitekt.
Holm utgick från den nationella tegelstilen, vars historiska former han på ett förnämt och vederhäftigt sätt avpassade efter moderna krav. Bland hans arbeten märks anläggningen av Vestre kirkegaard med dess gravkapell i Köpenhamn och Det Kongelige Biblioteks nybyggnad 1898-1906. Störst var kanske hans betydelse som teoretiker: han utövade ett utomordentligt väckande inflytande på den yngre arkitektgenerationen och bidrog i hög grad till att främja intresset för Danmarks äldre arkitektur, inte minst genom utgåvor av det stora verket Tegninger af ældre nordisk Arkitektur' (1872-84).

## Utmärkelser
- Riddare av Dannebrogorden,  1888[1]
- Dannebrogsmännens hederstecken,  1894[1]
- Kommendör av Dannebrogorden,  1904[1]
- Kommendör av första graden av Dannebrogorden,  1906[1]

[Redigera Wikidata]